# Robert Schable
Robert Schable (Hamilton, 31 agosto 1873 – Hollywood, 7 luglio 1947) è stato un attore statunitense.

## Filmografia
La filmografia - basata su IMDb - è completa.

### Attore
- The World to Live In, regia di Charles Maigne (1919)
- The Marriage Price, regia di Émile Chautard (1919)
- The Test of Honor, regia di John S. Robertson (1919)
- The Redhead, regia di Charles Maigne (1919)
- The Firing Line, regia di Charles Maigne (1919)
- La figlia del vento (On with the Dance), regia di George Fitzmaurice (1920)
- Sinners, regia di Kenneth S. Webb (1920)
- The Stolen Kiss
- A Romantic Adventuress
- Blind Wives
- Paying the Piper, regia di George Fitzmaurice (1921)
- Without Limit
- Giovinezza (Experience), regia di George Fitzmaurice (1921)
- Sherlock Holmes, regia di Albert Parker (1922)
- Love's Masquerade, regia di William P.S. Earle (1922)
- Sisters, regia di Albert Capellani (1922)
- The Cowboy and the Lady, regia di Charles Maigne (1922)
- The Woman Who Fooled Herself
- A Daughter of Luxury, regia di Paul Powell (1922)
- Nobody's Money
- Triste presagio (Bella Donna), regia di George Fitzmaurice (1923)
- Slander the Woman
- The Silent Partner, regia di Charles Maigne (1923)
- La vampa (The Cheat), regia di George Fitzmaurice (1923)
- In Search of a Thrill, regia di Oscar Apfel (1923)
- The Stranger, regia di Joseph Henabery (1924)
- Partners Again
- Silken Shackles
- Gli amori di Sonia (The Love of Sunya), regia di Albert Parker (1927)
- Sailors' Wives
- Careers
- Rondine marina (The Man and the Moment), regia di George Fitzmaurice (1929)
- La porta chiusa (The Locked Door), regia di George Fitzmaurice

### Assistente regista
- The Firing Line, regia di Charles Maigne (1919)